# 迪迪埃·奎洛兹
迪迪埃·帕特里克·奎洛兹（法語：Didier Patrick Queloz，法語發音：[didje kəlo, kelo]，1966年2月23日—），瑞士天文学家。他是剑桥大学的教授，也是剑桥三一学院的研究员，以及还是日内瓦大学的教授。 1995年，他与米歇爾·麥耶一起发现了飞马座51b，这是第一个绕太阳状恒星飞马座51运行的太阳系外行星。 由于这一发现，他与吉姆·皮布尔斯和麥耶分享了2019年诺贝尔物理学奖。

## 早年生活和教育
奎洛兹于1966年2月23日出生于瑞士。
奎洛兹在日内瓦大学学习，随后于1990年获得物理学硕士学位，1992年获得了天文学和天体物理学的高等深入研究文凭(DEA)，并于1995年获得了博士学位，瑞士天体物理学家米歇爾·麥耶是他的博士导师。

## 职业与研究

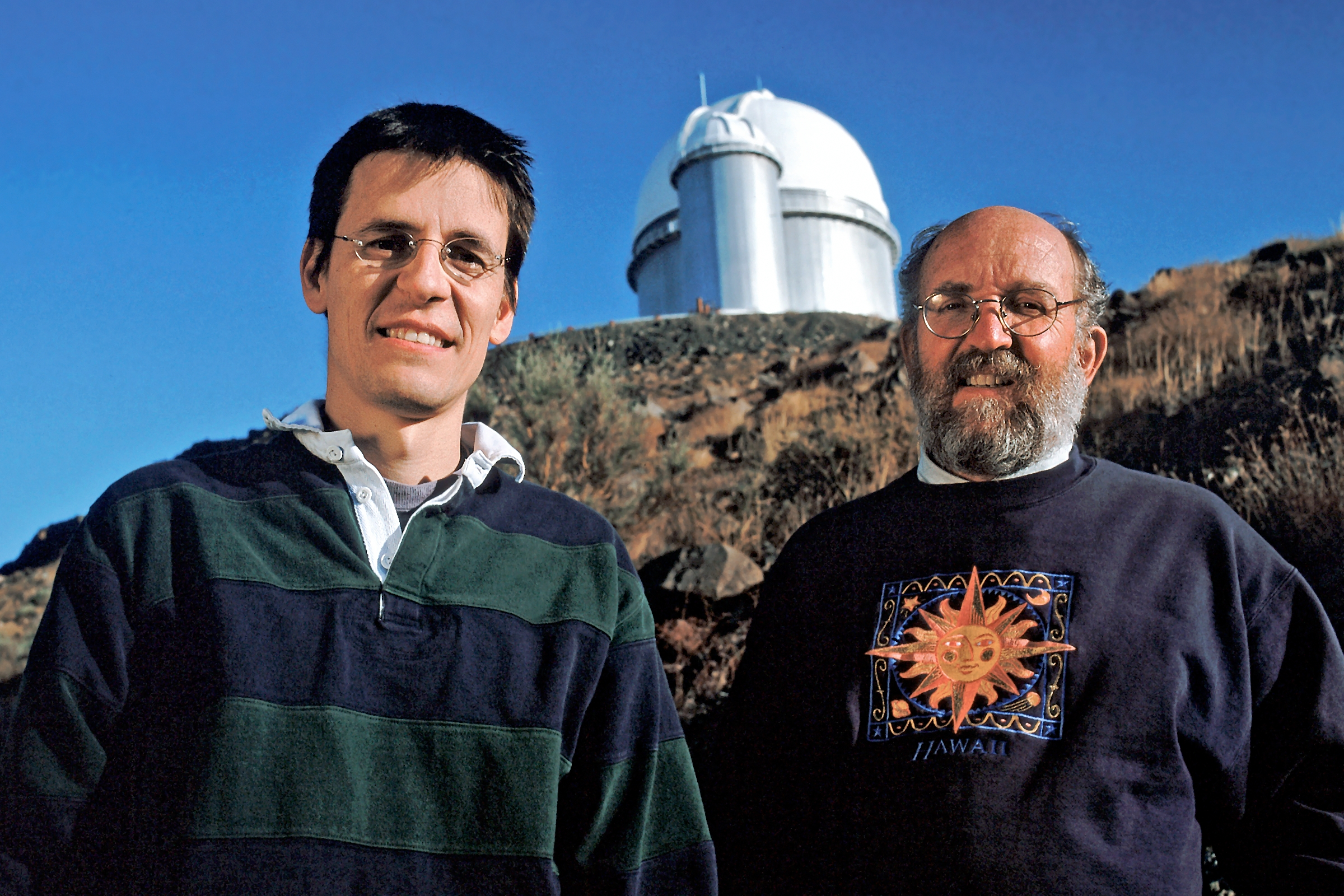
奎洛兹（左）和麥耶在拉西拉天文台, 2012年

1994年在日内瓦大学读研究生时期，他在米歇爾·麥耶的指导下，使用了安装在上普罗旺斯天文台1.93米望远镜上的高分辨率光谱仪ELODIE来探索褐矮星和巨型行星。他和米歇爾·麥耶共同发现了围绕主序星的首颗太阳系外行星。奎洛兹用径向速度测量的方法分析了飞马座51，结果发现了一颗轨道周期为4.2天的行星。这颗行星就是飞马座51b，挑战了当时正统的关于行星形成的见解。2019年10月，诺贝尔物理学奖得主之一。
自这些发现以来，奎洛兹成为日内瓦大学的教授，并于2012年成为剑桥大学卡文迪许实验室的教授。他合作过的英国团队广角搜索行星（WASP）程序，它旨在通过凌日光度侦测系外行星，在2007年帮助提供调查结果的光谱确认。 他还参加了對流旋轉和行星橫越任務(CoRoT)，这是来自轨道天文台的行星探测系统，并帮助确认了2011年对岩石系外行星柯洛7b(COROT-7b)的首次探测。他现在参与了广角搜索行星（WASP）的地面继任者次世代凌星巡天（Next Generation Transit Survey）。

## 荣誉和奖励
- 2011年 BBVA基金会知识前沿奖(BBVA Foundation Frontiers of Knowledge Award)。
- 2013年 科睿唯安引文桂冠獎(Clarivate Citation Laureates)。
- 2017年 沃尔夫物理奖: 因首次发现绕恒星运行的太阳系外行星而与米歇爾·麥耶共同获奖。
- 2019年 诺贝尔物理学奖: 与米歇爾·麥耶和吉姆·皮布尔斯共同获奖。

以他的名字命名的事物
- 小行星奎洛兹(Queloz)，小行星编号177415，以他的名字命名。

## 外部連結
- 迪迪埃·奎洛兹個人網頁 （页面存档备份，存于）